# Alexander Winchell

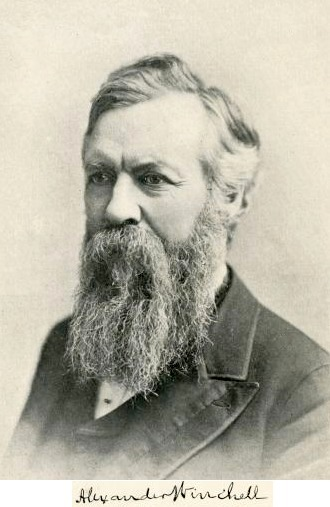
Alexander Winchell

Alexander Winchell (ur. 31 grudnia 1824 w North East w hrabstwie Dutchess w stanie Nowy Jork, zm. 19 lutego 1891 w Ann Arbor) – amerykański geolog, zoolog i botanik.

## Życiorys
W 1847 roku ukończył studia na Wesleyan University. Przez kilka lat pracował jako nauczyciel, następnie został zatrudniony na University of Michigan, gdzie w latach 1853-1855 był profesorem fizyki i inżynierii lądowej, a następnie w latach 1855-1872 profesorem geologii, botaniki i zoologii. W latach 1859–1861 i 1869-1871 był dyrektorem Michigan Geological Survey; przygotował do wydania mapę geologiczną stanu Michigan. W latach 1873–1874 był kanclerzem Syracuse University, następnie wykładał biologię i zoologię na Vanderbilt University (1875-1878). W 1879 roku powrócił na University of Michigan, gdzie do końca życia był profesorem geologii i paleontologii.
W 1867 roku otrzymał doktorat honoris causa Wesleyan University. W 1891 roku pełnił funkcję przewodniczącego Geological Society of America. Jego nazwiskiem nazwano szczyt Mount Winchell w paśmie Sierra Nevada.
Był autorem ponad 250 książek. Do najważniejszych jego prac zaliczają się Sketches of Creation (1870), A Geological Chart (1870), Michigan Geologically Considered (1873), The Geology of the Stars (1874), The Doctrine of Evolution (1874), Reconciliation of Science and Religion (1877 ), Pre-Adamites, or a Demonstration of the Existence of Men before Adam (1880), Sparks from a Geologist's Hammer (1881), World Life, or Comparative Geology (1883), Geological Excursions, or the Rudiments of Geology for Young Learners (1884), Geological Studies, or Elements of Geology (1886) i Walks and Talks in the Geological Field (1886).
Był metodystą i zwolennikiem teistycznego ewolucjonizmu. W swoich pracach usiłował pogodzić doktrynę religijną z danymi dostarczanymi przez nauki przyrodnicze. W opublikowanej w 1878 roku rozprawie Adamites and Preadamites wyraził pogląd, iż przedstawiciele rasy czarnej nie są potomkami należącego do rasy białej Adama i istnieli na Ziemi długo przed nim. Praca ta była bezpośrednią przyczyną zwolnienia Winchella z Vanderbilt University pod zarzutem kwestionowania Księgi Rodzaju.